# Contre-la-montre masculin des moins de 23 ans aux championnats du monde de cyclisme sur route 2023
Le contre-la-montre masculin des moins de 23 ans aux championnats du monde de cyclisme sur route 2023 a lieu le 9 août 2023 sur 36,4 kilomètres à Stirling, au Royaume-Uni.

## Parcours
La course se déroule à Stirling sur un parcours technique qui se termine par une montée courte mais difficile jusqu'au château de Stirling.

## Favoris
Médaillé d'argent lors de l'édition 2022, le Belge Alec Segaert est annoncé comme le favori de la course. D'autres coureurs du top 10 de l'année précédente sont également au départ, à savoir le Néo-Zélandais Logan Currie, le Danois Carl-Frederik Bévort, le Français Eddy Le Huitouze, l'Espagnol Raúl García Pierna et l'Italien Lorenzo Milesi. Les autres prétendants sont le Belge Jonathan Vervenne, le Danois Gustav Wang, le Néerlandais Loe van Belle, le Lituanien Aivaras Mikutis, ainsi que les Australiens Brady Gilmore et Hamish McKenzie.

## Classement
| Rang                               | Cycliste           | Pays             | Temps            |
| ---------------------------------- | ------------------ | ---------------- | ---------------- |
| Médaille d'or, Coupe du Monde      | Lorenzo Milesi     | Italie           | en 40 min 0,46 s |
| Médaille d'argent, Coupe du Monde  | Alec Segaert       | Belgique         | + 11,27 s        |
| Médaille de bronze, Coupe du Monde | Hamish McKenzie    | Australie        | + 50,79 s        |
| 4                                  | Raúl García Pierna | Espagne          | + 53,59 s        |
| 5                                  | Darren Rafferty    | Irlande          | + 56,01 s        |
| 6                                  | Josh Charlton      | Grande-Bretagne  | + 1 min 11,57 s  |
| 7                                  | Jakob Söderqvist   | Suède            | + 1 min 18,12 s  |
| 8                                  | Logan Currie       | Nouvelle-Zélande | + 1 min 18,69 s  |
| 9                                  | Jan Christen       | Suisse           | + 1 min 21,49 s  |
| 10                                 | Michael Leonard    | Canada           | + 1 min 29,25 s  |